# I giochi di Norma
I giochi di Norma è una raccolta di tre episodi composti da Pier Antonio Quarantotti Gambini in epoche diverse, dal 1939 al 1964, l'anno prima della morte dell'autore, con la stessa ambientazione degli altri romanzi che compongono il ciclo Gli anni ciechi.

## Trama
Le saline
La vista, poi ricordata come in sogno, di un soldato che nuota in un canale e si mostra nudo, e di una donna con una ragazza sull'argine, accendono i primi turbamenti adolescenziali di Paolo, accucciato tra il fango ed i cespugli di erba di una salina abbandonata.
Le trincee
Paolo che ogni estate, da Trieste, viene mandato dai genitori a trascorrere le vacanze dai nonni, ritrova come sempre Norma, una ragazzina più giovane di lui, con la quale assapora uno stretto legame con la natura.
Un giorno, scagliandosi pezzi di terra addosso nelle trincee che due ragazzi avevano scavato per giocare alla guerra, Paolo è colto da un grande spavento; vede Norma svenuta a terra, colpita alla tempia da un suo lancio che conteneva una pietra. Ma paura ed angoscia si dissolvono presto alla vista della bambina sana e salva, in compagnia dello zio Marco.
La lettera
Il tempo trascorre. Dopo la morte dello zio Marco e della vecchia che si occupava di lei, i nonni devono prendersi cura di Norma, che, con sorpresa di Paolo, è nel frattempo notevolmente cresciuta. Alla fine dell'estate, Paolo, alla notizia che l'indomani Norma sarebbe partita per il collegio, è investito da un'improvvisa nostalgia per tutte le estati trascorse con lei, e dal rimpianto per non esserle stato vicino negli ultimi tempi. È così, aspettando una lettera che mai arriverà, nonostante la promessa fattagli da Norma, Paolo ascolta «con un'impressione confusa e ostile (p. 146 ed. succitata)» le parole del nonno, riferite al cane Eros: «È morto di crepacuore perché Norma è andata via (p. 146 id.».
La mattina in cui la giovane era partita «tutta in nero, con una specie di mantelletta, anch'essa nera, sulle spalle (p. 103 id.» si era chiuso per sempre anche per Paolo il periodo dell'adolescenza ed incominciava una giovinezza senza più giochi ed illusioni, ma carica di nuove responsabilità.

## Commento
I giochi di Norma, nel consueto stile allusivo dell'autore, non sono solamente quelli ingenuamente infantili dei racconti in questione, ma sottendono un legame più ambiguo, che sfugge al personaggio adolescente. Oltre a un richiamo amoroso, vi è tra i due un legame di sangue poiché Norma è la figlia illegittima dello zio Marco, e Paolo, che tanto lo ama, ne soffre di gelosia.

## Edizioni
- Pier Antonio Quarantotti Gambini, I giochi di Norma, Collana I Coralli n. 198, Torino, Einaudi, 1964.
- Pier Antonio Quarantotti Gambini, I giochi di Norma, Collana Nuovi Coralli n. 266, Torino, Einaudi, 1980, ISBN 88-06-22004-7.